# Georgij Dmitrijevič Karpečenko
Georgij Dmitrijevič Karpečenko (3. května 1899 Velsk – 28. července 1941 Kommunarka) byl ruský biolog zaměřený na genetiku rostlin, což byla v období lysenkismu v SSSR protistátní disciplína. Karpečenko byl odpůrce pseudovědeckých metod Trofima Lysenka a kromě toho udržoval styky s dánskými, britskými a německými biology a šlechtiteli. Byl obviněn z účasti v domněle „protisovětské skupině“ svého kolegy a významného botanika Nikolaje Vavilova, zatčen a v červenci 1941 popraven na střelnici „Kommunarka“ poblíž Moskvy.

## Ředkvozel
Georgij Dmitrijevič Karpečenko se pokoušel vyšlechtit kombinaci ředkve a zelí, což je možné. Chtěl udělat rostlinu, která by byla pod zemí ředkev a nad zemí zelí. Vypěstoval rostlinu, kterou pojmenoval ředkvozel, ale vznikl pravý opak toho, co chtěl.